# ГЕС Бурч-Бенді
Бурч Бенді — гравітаційна гребля і ГЕС на річці Гьоксу (притоці Євфрату), неподалік від села Бурч у районі Адияман, іл Адияман, Туреччина. Провідна мета будівництва греблі — вироблення електроенергії. Будівництво греблі розпочалося в січні 2008 року, введення в експлуатацію відбулося 3 листопада 2010 року. Бетонна гребля заввишки 57 м утворює водосховище об'ємом 26600000 м³. Вода відводиться через тунель завдовжки 536 м до ГЕС, де встановлені три вертикальних лопатеві гідротурбіни потужністю 9.3 MW. Власник ГЕС — CEZ Group.